# 瓦力 (電影)
是2008年一部由皮克斯動畫工作室製作、華特迪士尼影片發行的電腦動畫科幻電影，由安德魯·史丹頓編導。故事描述地球上的清掃型機器人瓦力愛上了機器人伊芙後，跟隨她進入太空歷險的故事。
安德魯·史丹頓在執導完《海底奇兵》後，決定製作一個在太空的影片。片中的角色並非真實人聲，而是藉由肢體語言或是機器化語音溝通，其中的音效是由班·伯特設計。這也是第一個皮克斯所製作包含真人動作角色的影片之一。
該片由華特迪士尼影片發行，北美地區於2008年6月27日上映，開片首日即賺進2310萬美元，首周賺進6300萬美元榮登冠軍，是皮克斯動畫史上第三高開片紀錄的影片。除了票房賣座外，《机器人总动员》對社會現象的深度思考也獲得全球影評的讚譽。

## 劇情
公元2805年，人類已遷離滿佈垃圾的地球；約七百年前，大型企業「大買家集團」（BnL）鼓吹的無節制消費主義製造了大量垃圾，為淨化地球而協助人類遷居外太空，留下大量環境清理用沖壓太陽能混合動力機器人地球廢品分裝員「瓦力」（WALL-E）進行清掃作業。數百年後，地球只餘下一台仍然運作的瓦力。以報廢同伴的零件進行自我維修的瓦力擁有了情緒，在打掃期間常收藏各種物品，並与一隻蟑螂为伴，在每天单调的工作中无时无刻期盼着爱情的出现。
瓦力於一天發現了一株正在萌芽的植物，將它跟土一起放入靴子裡，不久一台新型探測探測器機器人「伊芙」（EVE）降落地球進行盤查作業，瓦力對伊芙一見鍾情並向她分享其收藏品。在展示當天發現的植物時，伊芙機體內的探測儀收起植物並進入休眠狀態，瓦力未能使伊芙清醒，其後一艘太空艦稱為「A-RV」前來接收伊芙，瓦力攀附在A-RV外壁隨之進入太空，到達人類居住的宇宙殖民地太空船「公理號」（Axiom）。
公理號上原乘客的後裔已因經過數百年的久坐與貪吃而得了肥胖，完全依靠船上的自動化系統「電腦」（COMP）滿足一切需求。現任公理号舰长B·麥克雷（Captain B. McCrea）把大部分營運作業交由自動導航机器人自控（AUTO）管理，自己每天的工作则只有反复检查飞船状态和向全体乘客发表早间讲话。
瓦力跟隨伊芙到達艦長室，艦長發現伊芙的機體產生發現植物的反應：只要把植物放進艦上的中央探測儀以確認地球適居性，公理號就會回航讓人類再次居於地球。然而艦長並沒有發現伊芙體內的植物，伊芙被視為故障機器人送至修復病房，艦長則透過電腦試圖了解地球的一切。
瓦力追隨至修復艙後把維護過程視為在折磨伊芙，在阻止過程中釋放出艙內一眾待修機械人，生氣的伊芙欲把瓦力送回地球，發現機械警官（GO-4）正把遺失的植物放進逃生艙並啟動自爆程序。瓦力進入逃生艙後被射出公理號，在爆炸前利用滅火器作推進器帶著植物逃生。同時艦長決定把植物送入中央探測儀但被自控阻止，随后在逼问之下使自控坦白了这样做的原因：約700年前大買家集團的福斯雷特總裁宣佈地球净化行動失敗，並向其秘密下達「不論如何都別返回地球」的指令。但舰长在查询指令上传日期后认为地球已是今非昔比，仍坚持返回地球。因此，導航把持有反對意見的艦長囚禁起來，並以電流重創了瓦力。
伊芙獲悉瓦力的修理零件位於地球，因此決定把植物送至中央探測儀，再趕往的路上，伊芙、瓦力和公理號的機器人們一同反抗由自控帶領的機器人大軍，同時艦長與自控爭奪探測儀控制權（同時也把機械警官踢出艦長室），過程中瓦力為阻止探測儀被關閉而遭受更嚴重損害。在一番争斗过后，艦長最終成功关闭導航，植物得以放入中央探測儀内。公理號隨即成功返回地球，瓦力經伊芙以備用零件修復後重新啟動但失去記憶和情緒，傷心的伊芙「親吻」了瓦力頭部後使他恢復了記憶並回復了昔日個性（其他公理號上的機器人趕來後，清潔機器人阿莫請他們離開，讓伊芙和瓦力單獨相處）。當地球上再度有了生命後（艦長把當時瓦力發現的植物埋入土裡並澆水），人類與公理號上的機器人开始共同重建家園，多年後，隨著人類不斷的活動，當年得了肥胖症的公理號上原乘客的後裔也通通學會走路，而當時艦長埋入土裡的植物也成功長成了樹，瓦力和伊芙也時常來看它。

## 配音员
| 配音                        | 配音          | 配音          | 配音     | 角色                                         |
| 美國                        | 台灣          | 香港          | 中國大陸 | 角色                                         |
| --------------------------- | ------------- | ------------- | -------- | -------------------------------------------- |
| 本·布拉特                   | 夏治世        | 趙增熹        | 王磊     | 瓦力（WALL-E）                               |
| 艾麗莎·奈特                 | 曾詩淳        | 周恩恩        | 吳曉蕾   | 伊芙（EVE）                                  |
| 傑夫·格爾林                 | 康殿宏        | 羅小明        | 李立宏   | B·麥克雷艦長（Captain B. McCrea）            |
| 佛莱德·威拉特               | 陳宗岳        | 高翰文        | 任亚明   | 薛比·福斯雷特執行長（CEO Shelby Forthright） |
| 本·布拉特 PlainTalk         | 周寧          | 盧俊豪        |          | 阿莫（M-O）                                  |
| 约翰·拉岑贝格尔 凱西·納吉米 | 于正昌 崔幗夫 | 劉錫賢 姚潤敏 | 吴凌云   | 約翰與瑪麗（John and Mary）                  |
| 雪歌妮·薇佛                 | 劉小芸        | 林小寶        |          | 電腦（COMP）                                 |
| PlainTalk                   | 陳旭昇        | 楊耀泰        |          | 自控（AUTO George）                          |
| 洛瑞·理查森                 |               |               |          | PR-T                                         |
|                             |               |               |          | D-FIB                                        |
| 泰迪·牛頓                   |               |               |          | SECUR-T                                      |
| 托雷斯·麥克尼爾             |               |               |          | NAN-E                                        |
| 安格斯·麦克莱恩             |               |               |          | 波力（BURN-E）                               |

## 幕後
- 其他配音演員
  - 香港版：陳永順、鄧肇基、袁富華、蔡忠衛、陳仕文、李家傑、李雅儀、蔡雁紅、周奕勤、王慧珠、鄭穎園、王雲娟、馮麗怡、鍾亦淇
  - 中國大陸版：張云明、張遙函、鄧小歐、韓晴
- 譯製職員
  - 中國大陸版
    - 翻譯：高增志
    - 譯製導演：李平
    - 錄音：魏曉罡
    - 編輯：李英
    - 譯製：李平工作室
    - 發行：電影頻道節目中心
    - 中文版製作：迪士尼角色之聲國際公司（英语：Disney Character Voices International）

## 製作

### 故事
導演安德魯·史丹頓約莫在1994年，與約翰·拉薩特、皮特·多克特和喬·拉恩夫特開始進行故事構思。早在完成《玩具總動員》不久，就開始構思一連串新的動畫劇本——《蟲蟲危機》、《怪獸電力公司》、《海底總動員》和《机器人总动员》。故事靈感起源來自，史丹頓曾提到「假若人類未來必須離開地球，且忘記關閉最後一個機器人呢？」 在《玩具總動員》努力構想更具鮮明的角色多年後，史丹頓從《魯賓遜漂流記》找到初步的範本，孤寂的機器人在荒漠地球獨自生存的故事。

### 原声帶
该片的同名原声碟也大获成功。

## 花絮
- 大買家集团制造的电池被《玩具总动员3》中的安弟安装在巴斯光年的电池座上。
- 瓦力的收藏中出現《玩具总动员》的抱抱龍和《怪獸電力公司》中的大眼仔的吊飾。
- 伊芙的外形類似一台iPod，而其设计者也正是iPod的设计师乔纳森·埃维。而瓦力太陽能充電完成的提示音，與麥金塔電腦的開機聲相同。甚至瓦力的觀看老電影的播放器也是一台iPod。
- 瓦力在電影中等待伊芙清醒時玩的電子遊戲，是被認為第一個街機遊戲的乓。
- 瓦力升上太空時，掛在瓦力頭上比較久的銀色人造衛星是第一顆進入地球軌道的人造衛星——史普尼克1號（虽然事实上该卫星早已在大气层中坠毁）。
- 自控效忠的指令号码「A113」其實是皮克斯多位动画师的毕业班級，他们对此码印象深刻，并加在所有皮克斯片中。
- 皮克斯迄今为止每片都会出现的（除了超人總動員）、《玩具总动员》中的“比萨星球”外卖送餐车，在本片中出现在垃圾堆里，当时伊芙正在搜尋该车的发动机處。
- 片中瓦力用各种垃圾制作的“伊芙”，其中的一个“手臂”正是皮克斯经典的象征“顽皮跳跳灯”。
- 片尾的短片中，瓦力為頑皮跳跳燈壞掉的傳統燈泡，換上一顆新的省電燈泡，隱含本片的環保議題，而瓦力在離開時不小心撞到了字母R，所以自身充當字母R來代替。

## 外传
《电焊工波力》是一个基于電影《机器人总动员》的一个7分钟长的短片，在2008年11月18日发行的《机器人总动员》電影DVD和藍光碟片中附贈的短片。
該短片為機器人電焊工「波力」（BURN-E），在修復公理號太空船外的七號警示燈時，一不小心受到瓦力與伊芙無意間的干擾、導致波力多次修復工作失敗。

## 上映和票房
該片于2008年6月27日首先在美国上映。截止到10月，在全球共创下5.21億美元的票房收入。

## 評價
爛番茄新鮮度95%，基於261條評論，平均分為8.6/10，而在Metacritic上得到95分，IMDB上得8.4分，口碑極佳。
《IndieWire》列出21世紀最佳41部動畫電影名冊裡，本片排名第13名。

## 隐喻
該片普遍被认为讽刺了一些国家的教育和生活方式问题，雖然是兒童動畫，但是內容相對來說嚴肅許多，包括：
- 教育：“统一思想”式的教育制度。
- 城市化：“高楼”式的城市化使人与人之间交流愈来愈少，相互隔绝。
- 电子产品过度使用：大家都习惯用电子方式进行交流，以至于把人与人之间基本的交流方式都淡忘了。
- 消费主义：无节制的消费，甚至是在太空船上。
- 破坏环境：浪費資源，污染地球，使人類無法生存。
- 肥胖：太空船上所有人都变得超重甚至是肥胖；從歷任舰長照片可以看到愈來愈胖的趨勢。
- 领导能力问题：大賣家集團中不負責任的董事長（影射貪官）領導地球淨化行動失敗。

## 致敬
該片部份劇情或片段，出現了向經典影片致敬的表現，包括：
- 《2001太空漫遊》：在《2001太空漫遊》發行40週年時上映的《机器人总动员》，有明顯向此影史經典名片致敬之意，例如死守A113號指令而叛變的電腦都有紅色大眼；艦長都是徒手關閉叛變的電腦；艦長都是看了出航前預錄影片才知道航行的真正任務目的；瓦力片中初次進入艦長室的配樂及艦長戰勝叛變電腦時的配樂（《查拉圖斯特拉如是說》），均是《2001太空漫遊》的重要配樂。

- 《你好，多莉！》：《你好，多莉！》是1969年時期百老匯的經典音樂劇。同時也是瓦力在地球最愛看的電影、也從此片知道了人類愛情模式。在該電影片頭曲與瓦力本身的錄音機所播放的音樂，廣泛使用〈穿上週日的衣服〉以及〈只需要一會兒〉兩首經典主題曲。

- 《海神號》：自動駕駛“自控”為了阻止植物放入全像偵測器內，蓄意將公理號的艦身傾斜。在電影《海神號》中，也有船艦傾斜這一幕。值得一说的是，一年后的彼思电影《天外奇蹟》亦有这一情节。

## 获奖
《机器人总动员》總共47個獎項及82項提名，也是第一部獲得高達6項奧斯卡提名的皮克斯動畫，上一部獲得同等榮譽的為1991年上映的迪士尼動畫電影《美女與野獸》。

## 歌曲
陳奕迅的歌曲〈七百年後〉被指是根據机器人总动员作為藍本的，而在YouTube上的〈七百年後〉瓦力音樂片段亦成爲大熱門。

## 外部連結
- 互联网电影数据库（IMDb）上《瓦力》的资料（英文）
- AllMovie上《瓦力》的资料（英文）
- Box Office Mojo上《瓦力》的資料（英文）
- 爛番茄上《瓦力》的資料（英文）
- Metacritic上《瓦力》的資料（英文）
- Yahoo奇摩電影上《瓦力》的資料（繁體中文）
- 開眼電影網上《瓦力》的資料（繁體中文）
- 时光网上《瓦力》的資料（简体中文）
- 豆瓣电影上《瓦力》的資料 （简体中文）